# Fondo Nacional para el Desarrollo de la Danza Popular Mexicana
El Fondo Nacional para el Desarrollo de la Danza Popular Mexicana o FONADAN se creó en 1972, en el sexenio del presidente Luis Echeverría Álvarez, por medio de un fideicomiso del Estado mexicano, el cual se eliminó en 1985. Colaboraban en él las siguientes instituciones: Secretaría de Hacienda y Crédito Público, Instituto Nacional de Bellas Artes y Literatura (INBA), Sociedad Mexicana de Crédito Industrial, Instituto Nacional de Antropología e Historia, Departamento del Distrito Federal y la Academia de la Danza Mexicana del INBA. 
El objetivo general del FONADAN era investigar, registrar, estudiar, documentar y difundir las diversas manifestaciones músico-dancísticas que existen en todo el territorio mexicano. Para realizarlo, se propusieron dos grandes acciones: primero, crear una institución que contara entre sus objetivos el acercar a la población a las diversas manifestaciones dancísticas y propiciar el sentimiento de pertenencia y la necesidad de preservarlas; fortaleciendo, por ende, la identidad de pertenencia a un grupo social, a una comunidad, a la región, al estado y/o al país. La segunda acción estaba más encaminada a la formación profesional de personal abocado a la investigación y práctica de la música, danzas y bailes populares, proporcionando las técnicas y métodos más adecuados para su actividad. 

## Historia
Las Misiones Culturales ideadas por José Vasconcelos jugaron un papel importante en la formación de los primeros maestros-investigadores de la tradiciones de las comunidades, ya que interactuaban y propiciaban el bienestar de la comunidad. Alentaban a su vez la práctica de sus danzas y, con ello, abrevaron un vasto conocimiento de sus costumbres y tradiciones, permitiéndoles recopilar material que, posteriormente, compartirían como parte de sus enseñanzas
Los investigadores dentro del campo de la danza popular, en la primera mitad del siglo XX, se fueron formando de manera empírica, ya que no se contaba con instituciones abocadas al rescate y difusión de la danza popular.
En 1937 se presentó, por primera vez en el Palacio de Bellas Artes, una danza popular tradicional. La Academia de la Danza Mexicana se fundó en 1947, su directora era la maestra Josefina Lavalle y entre las actividades que desarrollaba estaba la de "patrocinar giras de trabajo e investigación de danzas y melodías populares por la Sierra de Oaxaca y por el Istmo de Tehuantepec".
En 1956 se formó la compañía oficial de danzas tradicionales de Bellas Artes, siendo su director el maestro Marcelo Torreblanca. Él invitaba a los danzantes a compartir sus conocimientos sobre esta disciplina, así como a la confección de la indumentaria que utilizaban.
Al crearse el FONADAN, la experiencia de los maestro que se habían fogueado en las comunidades se rescató y sistematizó.
El vasto territorio nacional fue dividido en ocho regiones para su mejor estudio:
1. Oaxaca, Chiapas y Tabasco
2. Yucatán, Campeche y Quintana Roo
3. Veracruz, Sierra de Puebla y la Huasteca
4. Centro de México (estados de Hidalgo, México, Tlaxcala, Morelos y Distrito Federal)
5. Guerrero y sur de Morelos
6. Occidente de México (oeste de Guerrero, Michoacán, Jalisco y Nayarit)
7. Noroeste de México (Sonora, Baja California, Sinaloa y parte de Chihuahua
8. Norte de México (Chihuahua, Coahuila, Nuevo León, Tamaulipas, San Luis Potosí, Durango, Querétaro y Zacatecas.

La estrategia de investigación del FONADAN implementó técnicas y métodos que unificaran los criterios de recolección de información. Se propuso una cédula con los siguientes datos: nombre de las danzas más características de la región; grupo lingüístico, sexo y edad de quienes participaban en ellas; tipo de danza; fechas en las que se bailaban; lugares en donde se presentaban y número de músicos y tipos de instrumentos
De igual manera, la investigación coreográfica quedó registrada en la notación de danza; la música en la grabación y consecuentemente en su notación musical; el visual en cine, fotografía y video, por último, la indumentaria y todo lo que acompaña a la danza (parafernalia) se haría de forma gráfica (esencialmente dibujo a pulso).
En los primeros meses de 1973 se creó un taller con el objetivo de formar al personal que colaboraría en el FONADAN. Se requería de gente calificada para lograr los objetivos planteados. El curso tendría la duración de seis semanas y se convocó al personal de las siguientes instituciones: maestros de danza del Instituto Mexicano del Seguro Social, Instituto de la Juventud Mexicana, maestros y alumnos de la Escuela de Danza del Departamento del Distrito Federal, maestros y alumnos de la Academia de la Danza Mexicana. A la convocatoria respondieron alrededor de cincuenta personas de las cuales sólo fueron seleccionadas quince. El curso tenía como intención sensibilizar al personal de apoyo no sólo en la práctica de la disciplina de la danza y/o baile regional sino de ser capaces de describir las características culturales de la población indígena y mestiza, ubicación, instrumentos musicales, notación coreográfica, observación general de la danza y el empleo de apoyo audiovisual (fotografía, audio y video). 
El curso fue impartido por: etnóloga Mercedes Olivera, profesor Luis Felipe Obregón, profesor Marcelo Torreblanca, profesor Daniel García Blanco, profesor Guillermo Noriega, profesora Cristina Abad y profesora Josefina Lavalle. El maestro Zacarías Segura impartió una sesión sobre instrumentos indígenas. El maestro Daniel García Blanco realizó prácticas de campo: danza "Los chichimecas" del municipio de Salinas en San Luis Potosí realizada el 13 de abril de 1973.
El 12 de mayo de 1973 iniciaron oficialmente las actividades del FONADAN, realizando una presentación en la explanada del Museo Nacional de Antropología e Historia ubicado en el Bosque de Chapultepec. Las oficinas administrativas quedaron instaladas en los altos de la Academia de la Danza Mexicana que en ese momento se encontraba en la antigua unidad artística del bosque de Chapultepec.
Iniciaron, igualmente, los trabajos referentes al Catálogo de danzas del estado de Chiapas "con la participación de treinta y dos alumnos de la Escuela Normal de Tuxtla, formando seis equipos de trabajo que tendrán a su cargo cada uno una región: la costa, la Sierra Madre de Chiapas, los Valles Centrales, la Sierra Central, la selva y las llanuras de Aluvión. Se aplicaron cuestionarios en los ciento once municipios del estado y los trabajos duraron catorce días efectivos".
El FONADAN desapareció en 1985, junto con otros fideicomisos.

### Personal
El personal que formó parte de la administración del FONADAN estuvo integrado por Luis Felipe Obregón Andrade, coordinador de la investigación coreográfica; Marcelo Torreblanca Espinoza, asesor de la investigación coreográfica; la etnóloga Mercedes Olivera, coordinadora de la investigación etnográfica y de antropología social; Mariana Murguía, auxiliar de la investigación etnográfica y encargada del archivo; Francisco Savín, coordinador de la investigación musical; Mario Kuri, asistente de la coordinación de la investigación musical; Xóchitl Medina, coordinadora de difusión; Rosalío Ortega, coordinador del Teatro de la Danza;  Evelia Beristáin, asistente y coordinadora de las actividades diarias de los grupos; Asunción Martínez, ayudante de investigación coreográfica; Alfredo Núñez, fotógrafo; Rubén Valencia, dibujante; María Dora Martínez, secretaria; Josefina Lavalle, delegada ejecutiva del Comité Técnico. Además de personal de apoyo que se incorporó después del curso de capacitación que impartió el FONADAN.

## Registro de materiales
Su propuesta de trabajo los llevó a realizar cada fin de semana la presentación de grupos de danza, generalmente en la explanada del Museo de Antropología e Historia, lo que implicaba el traslado de grupos de músicos y de danzantes de su lugar de origen a la Ciudad de México. En esas ocasiones aprovechaban para realizar entrevistas que eran grabadas en audio, así como la música de las danzas que interpretaban.
La investigación de campo realizada en las diferentes comunidades del país fue igualmente registrada en audio, video y foto.
Gran parte de este material se incluyó en el Catálogo de Etnomusicología tomos 1 y 2. Otra parte se anotó como inventario, conservando solamente los datos de título y lugar, y algunas veces el año. En el material podemos observar que aparece la letra A  y después un número, esto hace referencia a la clasificación con la que se puede auxiliar la búsqueda en la base de datos del Centro de Información y Documentación Alberto Beltrán. 
Las grabaciones de audio del FONADAN fueron realizadas de la siguiente manera: in situ (grabaciones de campo); en vivo (explanada del Museo Nacional de Antropología e Historia y Teatro de la Danza) y en el Laboratorio del FONADAN. De esta actividad se tiene como resultado aproximadamente 600 grabaciones.
Producción de Programas de radio: se pudieron hacer gracias al esfuerzo realizado en las presentaciones en vivo y de las grabaciones de campo. Se produjeron aproximadamente 380 programas.

## Producción de materiales
Los materiales que se concretaron en grabaciones discográficas fueron acompañados de un folleto informativo sobre el contenido del material, formando la colección "Música de las danzas y bailes populares de México", los cuales son:
1. Danzas de la Región Lacustre de Michoacán
2. Bailes y Danzas de Carnaval
3. El Son Huasteco
4. Danzas Yalaltecas
5. El Mariachi Sin Trompeta de la Región Coca
6. Sones y Chilenas de Guerrero y Oaxaca
7. Los Tocotines
8. Sones del Istmo de Tehuantepec
9. La Danza del Tecuán
10. Los Trovadores de San Ciro, Río Verde y Xichú
11. Danza de los Jardineros
12. Danzas de la Meseta Tarasca
13. Las Vaquerías de Yucatán
14. Danza de la Conquista
15. Arcángeles: entre valses, chotes y menuetes.
16. Sones de Jalisco a la Manera Antigua.[10]

En cuanto a la producción bibliográfica, existen 72 títulos. Algunos de ellos son: Ceremonial de Pascua entre los indígenas Mayos;Danzas de conquista de San Martín Tilcajete; Danza de la virgen y las fieras; Los Tecomates; Danzas fundamentales de Jalisco; Las danzas y fiestas de Chiapas; La danza del Tecuán; Las sembradores; Fiestas de la Santa Cruz en Zitlala, Oaxaca: fiestas tradicionales del Istmo de Tehuantepec; Danza de los sonajeros de Ciudad Guzmán, Jalisco; Danza de Quetzales de Atempan; Danza de los Chinchilis; Catálogo de cinco danzas en el Estado de México; Danza de las varitas, etcétera. Así como la producción de volantes de 118 danzas. Se produjeron aproximadamente 20 programas de televisión que fueron transmitidos por el canal 13 de Televisión Rural de México
En cuanto a los registros fotográficos se produjeron: 503 rollos (blanco y negro, color en formatos de 35 mm y algunos en formato de 120); 18,897 diapositivas (color en formato de 35 mm); 1262 positivos (blanco y negro en formato 8x10 y algunos en formato de 5x7 y 4x4.
En cuanto al registro fílmico, se produjeron 292 rollos de los cuales solo algunos se encuentran digitalizados.

## Cursos realizados
A lo largo de su existencia el FONADAN impartió, aproximadamente, 28 cursos de los cuales, cabe resaltar los siguientes: Curso propedéutico para la selección de personal que va a trabajar como auxiliares en el FONADAN (1973); cursos sobre las diferentes danzas tradicionales (Matlachines, Malinches, Moros, Paloteros, Sonajeros, Quetzales, etcétera); curso de notación coreográfica; Curso de danza impartido por TV (1984); cursos de verano para la Academia de la Danza Mexicana (1975-1976); cursos de danza para la Escuela de Arte Teatral; Curso vivo de danza para maestros; Curso de coreografía y notación para el CEDART; Taller de composición I y II, entre otros

## Fin del FONADAN
El FONADAN, por resolución presidencial, deja de existir el 18 de febrero de 1985 y sus acervos fueron transferidos a la Dirección General de Culturas Populares (DGCP), cuyas oficinas se encontraban en la calle de Avena, cerca del Palacio de los Deportes. Los documentos estuvieron en una bodega en condiciones poco propicias para su conservación, a lo que se sumarían los efectos de los sismos de septiembre de 1985, que obligaron a la reubicación de muchas oficinas gubernamentales. Este patrimonio documental fue incorporado en 1989 al Centro de Información y Documentación Alberto Beltrán, donde se logró rescatar los documentos sonoros, fotográficos, videográficos y las notas de investigaciones de campo que hizo el equipo interdisciplinario de investigadores. En el CID Alberto Beltrán se realizan labores permanentes para organizar el acervo del FONADAN y ponerlo a disposición de todas las personas interesadas en las danzas y bailes populares de México. Los documentos sonoros han sido digitalizados por la Fonoteca Nacional y están disponibles para su consulta pública.